# Abdoul Bâ
Abdoul Bâ (Dakar, Senegal, 8 de febrero de 1994) es un futbolista mauritano que juega en la demarcación de defensa. Desde 2022 se encuentra sin equipo.

## Selección nacional
Hizo su debut con la selección de fútbol de Mauritania el 8 de septiembre de 2013 en un partido amistoso contra Canadá que finalizó con un resultado de empate a cero. Además disputó la clasificación para la Copa Africana de Naciones de 2015, la clasificación para la Copa Africana de Naciones de 2017, tres encuentros de clasificación para la Copa Mundial de Fútbol de 2018 y la Copa Africana de Naciones 2019.

### Participaciones en la Copa Africana de Naciones
| Copa Africana de Naciones      | Sede    | Resultado      | Partidos | Goles |
| ------------------------------ | ------- | -------------- | -------- | ----- |
| Copa Africana de Naciones 2019 | Egipto  | Fase de grupos | 1        | 0     |
| Copa Africana de Naciones 2021 | Camerún | Fase de grupos | 0        | 0     |

## Clubes
| Club              | País      | Año       | Partidos | Goles |
| ----------------- | --------- | --------- | -------- | ----- |
| R. C. Lens II     | Francia   | 2012-2014 | 39       | 3     |
| R. C. Lens        | Francia   | 2014-2017 | 40       | 0     |
| A. J. Auxerre     | Francia   | 2017-2019 | 37       | 1     |
| A. J. Auxerre II  | Francia   | 2019-2020 | 5        | 0     |
| Mouloudia d'Oujda | Marruecos | 2020-2021 | 5        | 0     |
| Al-Ahli Trípoli   | Libia     | 2021-2022 |          |       |
| KF Besa Pejë      | Kosovo    | 2022      |          |       |